# Rosalynn Sumners
Rosalynn Diane Sumners (* 20. April 1964 in Palo Alto, Kalifornien) ist eine ehemalige US-amerikanische Eiskunstläuferin, die im Einzellauf startete. Sie ist die Weltmeisterin von 1983.
Sumners wuchs in Edmonds, Washington auf. Dort begann sie mit dem Eiskunstlaufen und war dort während ihrer gesamten Eiskunstlaufkarriere zu Hause. Sie wurde von Lorraine Borman trainiert.
Im Jahr 1980 gewann Sumners die Juniorenweltmeisterschaften. Von 1982 bis 1984 wurde sie US-amerikanische Meisterin im Eiskunstlauf der Damen. Sie nahm nur zweimal an Weltmeisterschaften teil. 1982 belegte sie den sechsten Platz und 1983 wurde sie in Helsinki bereits Weltmeisterin vor Claudia Leistner und Jelena Wodoresowa. 1984 in Sarajevo bestritt Sumners ihre einzigen Olympischen Spiele und gewann die Silbermedaille hinter Katarina Witt. Danach beendete sie sofort ihre Amateurkarriere, ohne noch an der Weltmeisterschaft teilzunehmen, und wechselte zu den Profis, wo sie bis 1999 bei Eisrevues wie Disney on Ice und Stars on Ice lief.
Nach ihrem Weltmeisterschaftsgewinn wurde Sumners zur Ehrenbürgermeisterin von Edmonds ernannt und nach den Olympischen Spielen benannte man die „5th Avenue“ in Edmonds in „Rosalynn Sumners Boulevard“ um. Sumners verlieh 1984 ihre Medaillen an eine Bank in Edmonds, damit diese dort ausgestellt werden konnten. Als sie die Medaillen abholen wollte, waren sie verschwunden. Die Bank hatte inzwischen den Besitzer gewechselt. Nach 20 Jahren wurden die Medaillen in einem Schließfach der Bank gefunden, in dem nicht abgeholtes Eigentum aufbewahrt wurde. Nach der Wiederentdeckung wurden die Medaillen durch den Staat Washington im Jahre 2004 wieder an Sumners zurückgegeben.
Am 25. April 2004 heiratete Sumners den IMG-Vizepräsidenten Bob Kain. IMG ist die größte Sportmarketingagentur der Welt. Mehr als 20 Jahre zuvor, 1983, schaffte Bob Kain es nicht, Rosalynn Sumners bei seiner Sportleragentur unter Vertrag zu nehmen.

## Ergebnisse
| Wettbewerb / Jahr                | 1980 | 1981 | 1982 | 1983 | 1984 |
| -------------------------------- | ---- | ---- | ---- | ---- | ---- |
| Olympische Winterspiele          |      |      |      |      | 2.   |
| Weltmeisterschaften              |      |      | 6.   | 1.   |      |
| Juniorenweltmeisterschaften      | 1.   |      |      |      |      |
| US-amerikanische Meisterschaften |      | 4.   | 1.   | 1.   | 1.   |